# QNodeOS
QNodeOS is het eerste besturingssysteem voor het koppelen van kwantumcomputers. Het is gebaseerd op de combinatie van een netwerk verwerkingseenheid (CNPU) met een kwantumnetwerk verwerkingseenheid (QNPU).  

## Algemeen
De ontwikkeling van QNodeOS is een initiatief van de Quantum Internet Alliance met als leden de Technische Universiteit Delft via QuTech, de Universiteit van Innsbruck, INRIA en CNRS. Eén van de directieleden is professor Stephanie Wehner die in 2019 de Ammodo Science Award won.
De ontwikkelaars van Quantum Internet Alliance streven ernaar om kwantumcomputers tegen 2030 te integreren in een wereldwijd schaalbaar kwantuminternet. Ze verwachten hierdoor verbeteringen te kunnen realiseren in de gebieden van veilige communicatie tot medisch onderzoek en de ontwikkeling van gepersonaliseerde geneesmiddelen.

## Functionaliteit
De doelstelling van QNodeOS is om kwantuminternettechnologie en het programmeren van toepassingen op meerdere kwantumprocessoren te vereenvoudigen. Dit gebeurt door de applicatieontwikkeling te ontkoppelen van kwantumgeheugenbeheer en verstrengelingsverzoeken. Het besturingssysteem ondersteunt onder meer berichtenverkeer en coördinatie van kwantumverstrengeling tussen knooppunten.

## Gebruik
De application software development kit is open-source en beschikbaar op GitHub. De QNodeOS broncode is geen open source. 